# FC Le Mont
FC Le Mont – szwajcarski klub piłkarski z siedzibą w Le Mont-sur-Lausanne.

## Historia
Klub został założony w 1942 roku. Nigdy nie występował w najwyższej klasie rozgrywkowej, spędził natomiast cztery sezony w drugiej lidze.

## Historia występów w drugiej lidze
| Sezon   | Liga                   | Miejsce | Uwagi  |
| ------- | ---------------------- | ------- | ------ |
| 2009/10 | Swiss Challenge League | 15.     | spadek |
| 2014/15 | Swiss Challenge League | 7.      |        |
| 2015/16 | Swiss Challenge League | 9.      |        |
| 2016/17 | Swiss Challenge League | 10.     | spadek |

## Reprezentanci kraju grający w klubie
stan na październik 2023
|  | - Agonit Sallaj - Signori António - Artiom Simonian - Phillipe Iziack - Anthony Mossi - Matt Moussilou - Benjamin Kololli - Gilberto Reis |  | - Ibrahim Tall - Daniel Gygax - Thomas Häberli - Johnny Leoni - Jonas Omlin - Rénatus Njohole - Steve Lawson |